# Grigorij (Petrov)
Grigorij (světským jménem: Andrej Vladimirovič Petrov; * 26. prosince 1974 Ljubim) je ruský duchovní Ruské pravoslavné církve, metropolita voskresenský a vedoucí záležitostí Moskevského patriarchátu.

## Život
Narodil se 26. prosince 1974 v Ljubimu. Od dětství sloužil jako oltářník chrámu Uvedení přesvaté Bohorodice do chrámu v jeho rodném městě.
Po dokončení střední školy roku 1992 nastoupil na fakultu fyziky Jaroslavské státní univerzity. Během studia byl psalomščikem chrámu Uložení roucha přesvaté Bohorodice v Jaroslavli. Roku 1997 dokončil studium a nastoupil na Moskevský duchovní seminář a následně pokračoval ve studiu na Moskevské duchovní akademii, kde v červnu 2004 obhájil kandidátskou práci na téma "List Kolosanům svatého apoštola Pavla v ruské biblistice". Vzdělávací komisí Ruské pravoslavné církve byl poslán do permské eparchie, kde se stal přednášejícím na Permském duchovním učilišti.
Dne 11. července 2004 byl biskupem permským a solikamským Irinarchem (Grezinem) rukopoložen na diákona a o den později na jeromonacha.
Dne 23. listopadu 2004 se stal ključarem (pomocník představeného) katedrálního chrámu Svaté Trojice v Permu. Stejného roku byl ustanoven vedoucím kanceláře permské eparchiální správy, kterým byl až do roku 2007.
Dne 1. listopadu 2006 byl jmenován představeným permského chrámu svatého Mitrofana Voroněžského a 28. dubna 2007 prorektorem pro pedagogickou činnost Permského duchovního učiliště.
Roku 2009 byl účastníkem Místního soboru Ruské pravoslavné církve.
Dne 3. května 2009 byl postřižen na monacha a přijal mnišské jméno Grigorij na počest svatého Gregoria Palamy, arcibiskupa soluňského.
V březnu 2010 byl uvolněn ze služby permské eparchie a byl poslán do Moskvy, kde začal působit v nově vzniklém Synodním oddělení pro vězeňskou službu. Dne 26. července 2010 byl Svatým synoden jmenován zástupcem předsedy tohoto oddělení.
Dne 5. října 2011 byl Svatým synodem osvobozen od funkce zástupce předsedy a byl převeden do služeb patriarchy moskevského a celé Rusi Kirilla.
Dne 20. října 2011 byl rozhodnutím patriarchy jmenován asistentem vedoucího Administrativního sekretariátu Moskevského patriarchátu.
Dne 10. května 2012 byl patriarchou Kirillem jmenován duchovním chrámu Životodárné Trojice v Ostankině (Moskva).
Dne 26. prosince 2013 jej Svatý synod zvolil biskupem troickým a južnouralským. Dne 9. ledna 2014 byl v chrámu Všech svatých monastýru Danilov metropolitou saranským a mordovským Varsonofijem (Sudakovem) povýšen na archimandritu.
Dne 24. ledna 2014 byl v monastýru Danilov oficiálně jmenován biskupem a 16. března proběhla v chrámu Narození přesvaté Bohorodice v Krylatskoje (Moskva) jeho biskupská chirotonie. Světiteli byli patriarcha moskevský Kirill, metropolita saranský a mordovský Varsonofij (Sudakov), metropolita istrijský Arsenij (Jepifanov), metropolita jekatěrinburský a věrchoturský Kirill (Nakoněčnyj), metropolita čeljabinský a zlatoustský Feofan (Ašurkov), biskup vyborgský a priozerský Ignatij (Punin), biskup solněčnogorský Sergij (Čašin), biskup rybinský a ugličský Veniamin (Lichomanov) a biskup magnitogorský a verchněuralský Innokentij (Vaseckij).
Dne 27. prosince 2016 byl Svatým synoden potvrzen ve funkci představeného Nikolajevského monastýru ve vesnici Kadymcevo.
Dne 28. prosince 2018 byl ustanoven metropolitou čeljabinským a miasským, hlavou čeljabinské metropole.
Od prosince 2018 do dubna 2019 byl dočasným správcem troické eparchie.
Dne 3. ledna 2019 byl v chrámu Zesnutí přesvaté Bohorodice v Moskvě povýšen na metropolitu.
Od srpna do prosince 2019 působil jako dočasný správce magnitogorské eparchie.
Dne 15. dubna 2021 jej Svatý synod jmenoval metropolitou jekatěrinodarským a kubáňským, hlavou kubáňské metropole.
Dne 11. října 2023 byl Svatým synodem zvolen metropolitou voskresenským, prvním vikářem patriarchy moskevského a celé Rusi, vedoucím záležitostí Moskevského patriarchátu.